# 食物環境衞生署
食物環境衞生署（簡稱食環署，縮寫：FEHD）是香港特別行政區政府環境及生態局轄下的部門，專責確保香港的食物安全，為香港市民提供清潔及衛生的環境。
食物環境衞生署由首長級甲級政務官擔任的食物環境衞生署署長掌管，署長負責督導食物環境衞生署的運作，職級為首長級薪級第6點（D6），其下有食物安全專員（首長級D4），二名副署長（首長級D3），分別管理食物安全中心，環境衞生部，行政及發展部和私營骨灰安置所事務辦事處。

## 歷史

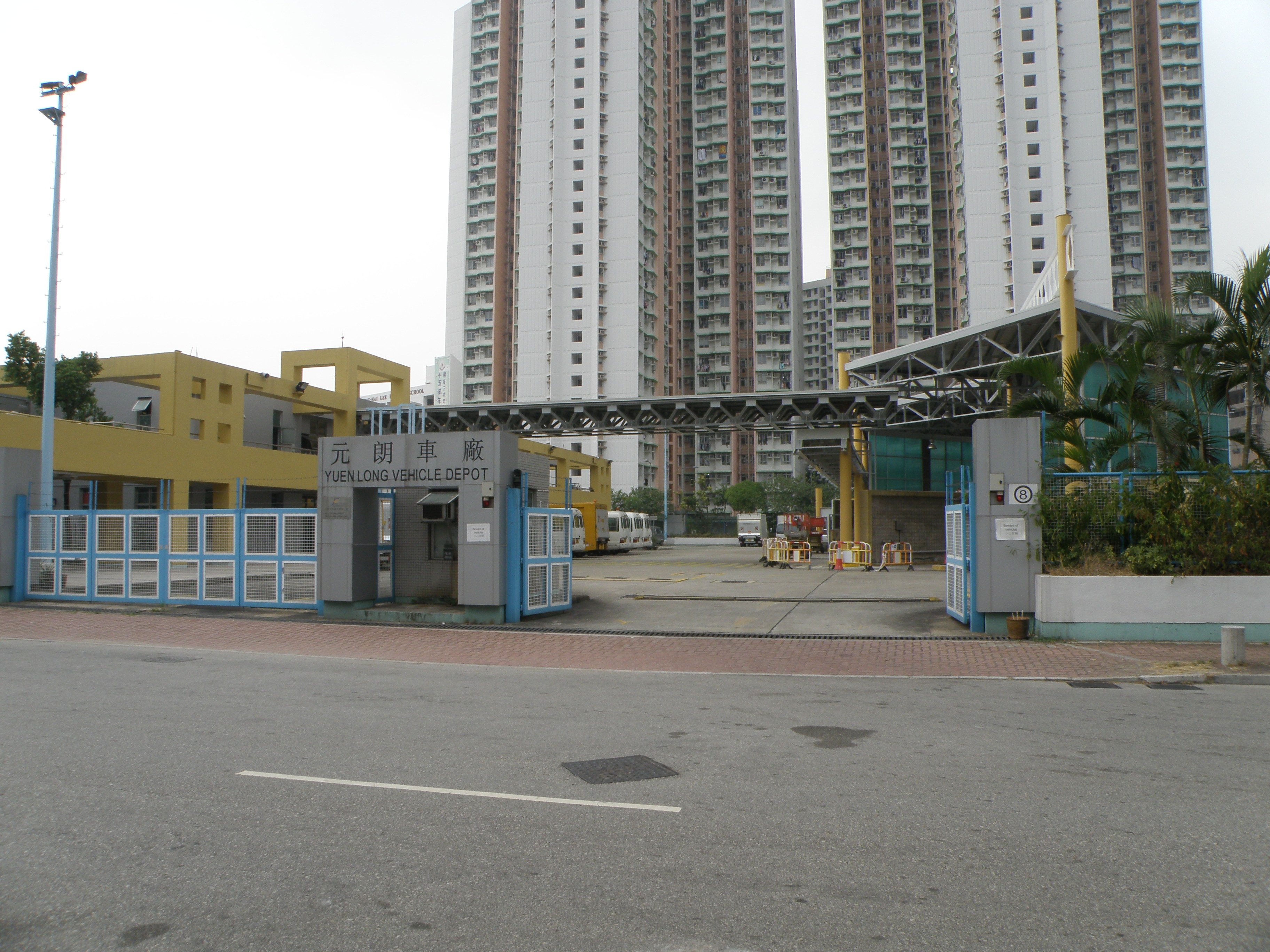
食物環境衞生署元朗車廠

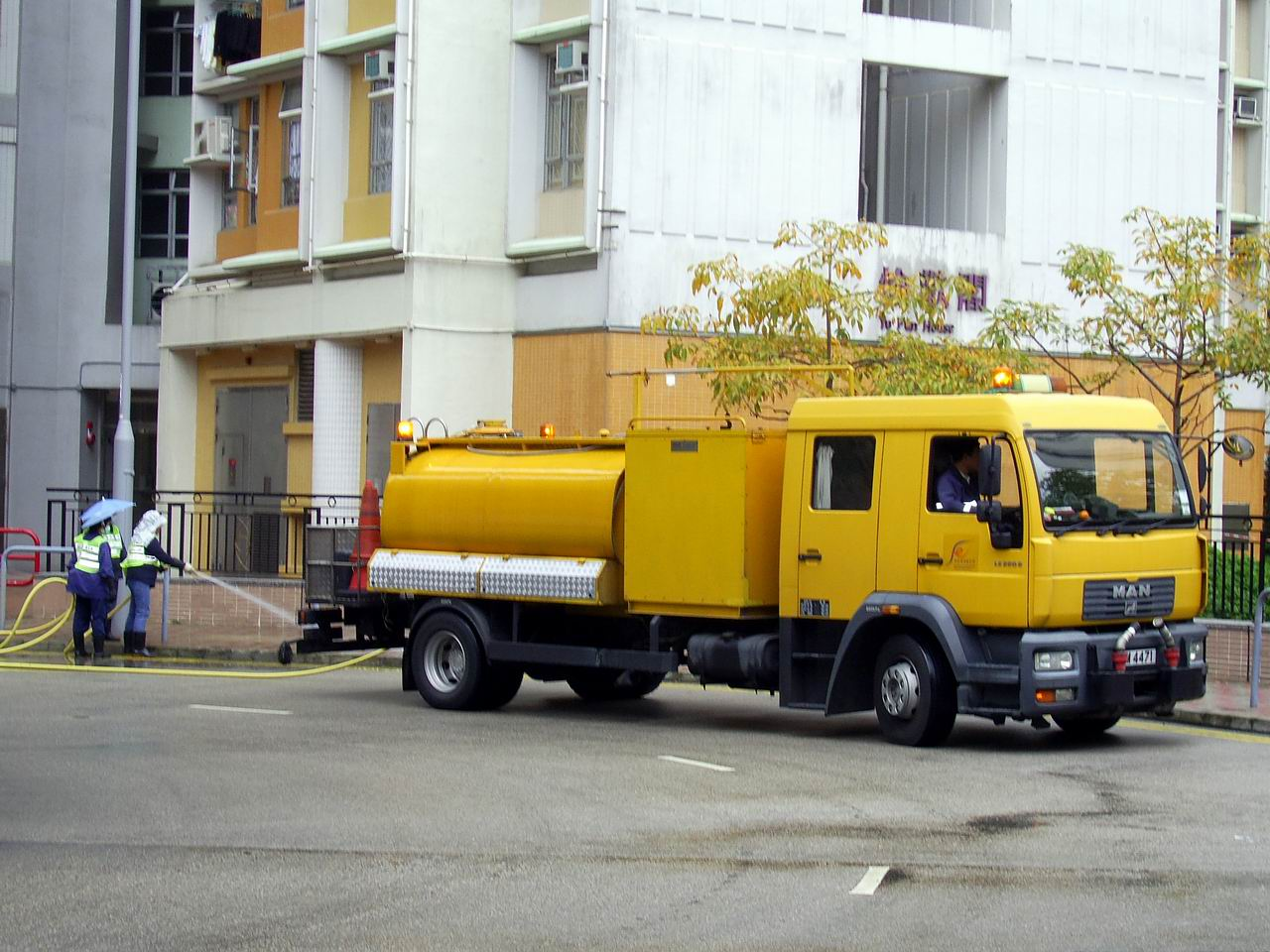
食物環境衞生署員工清洗街道

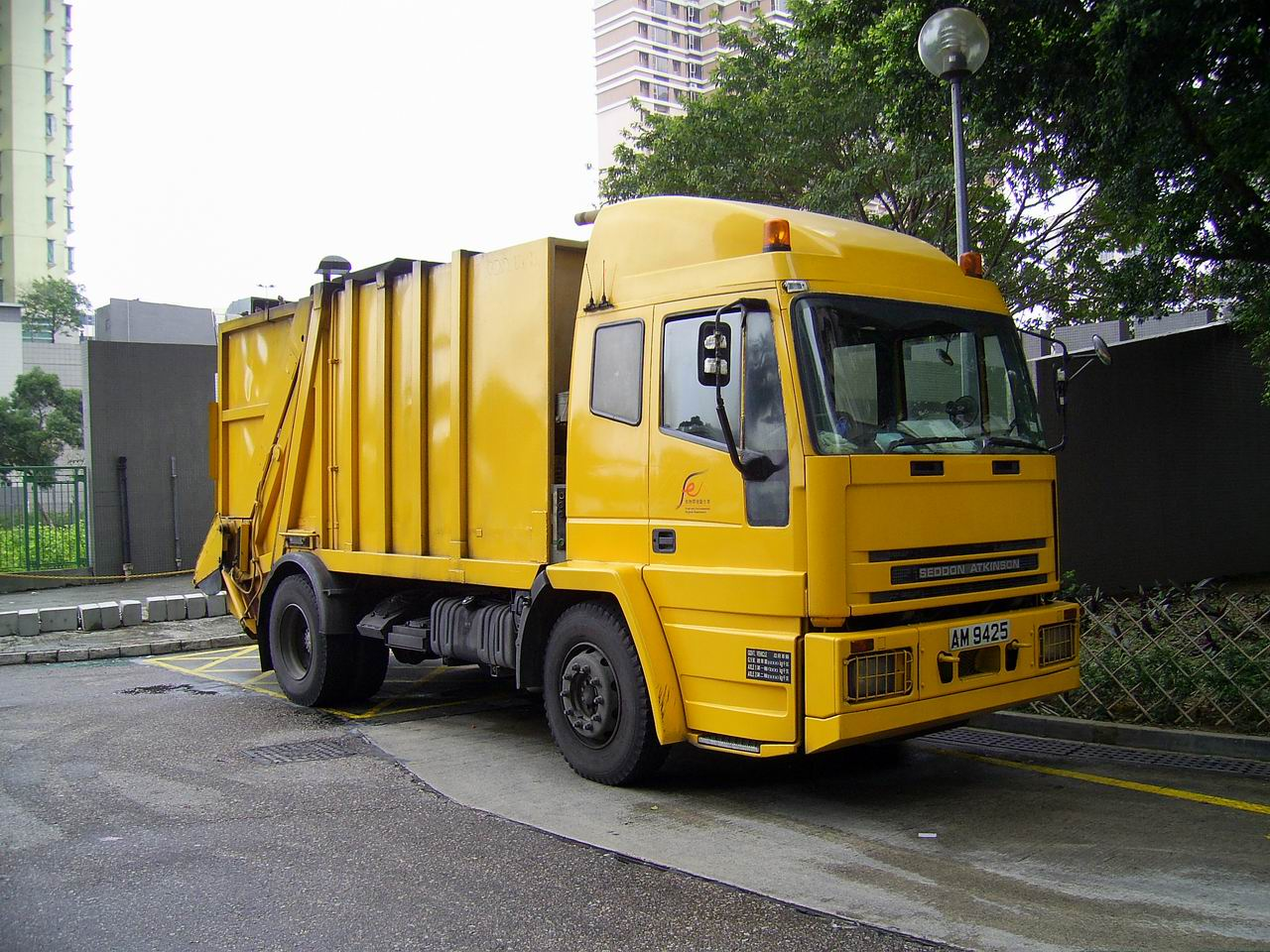
食物環境衞生署收集垃圾車

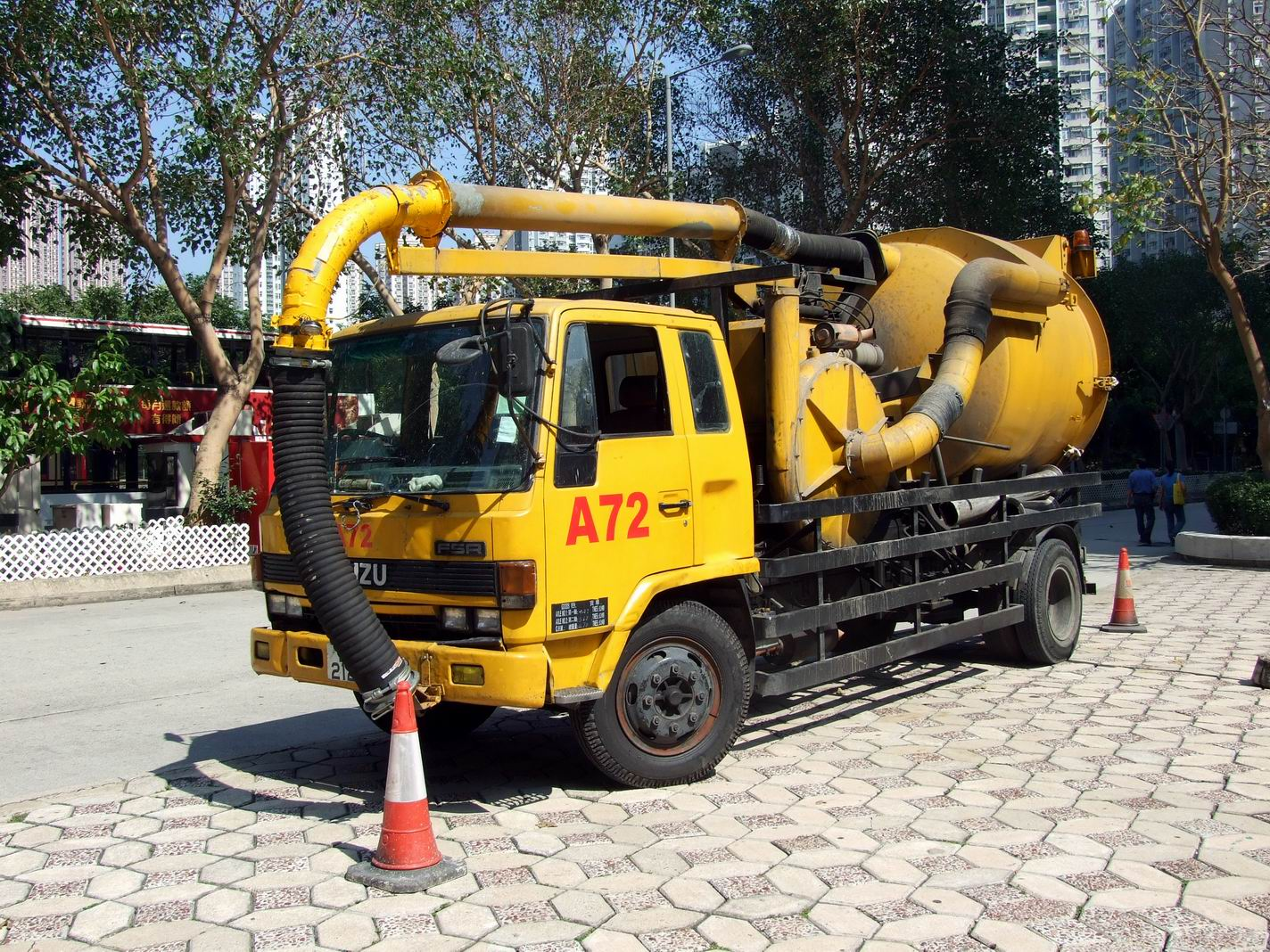
食物環境衞生署外判吸渠車

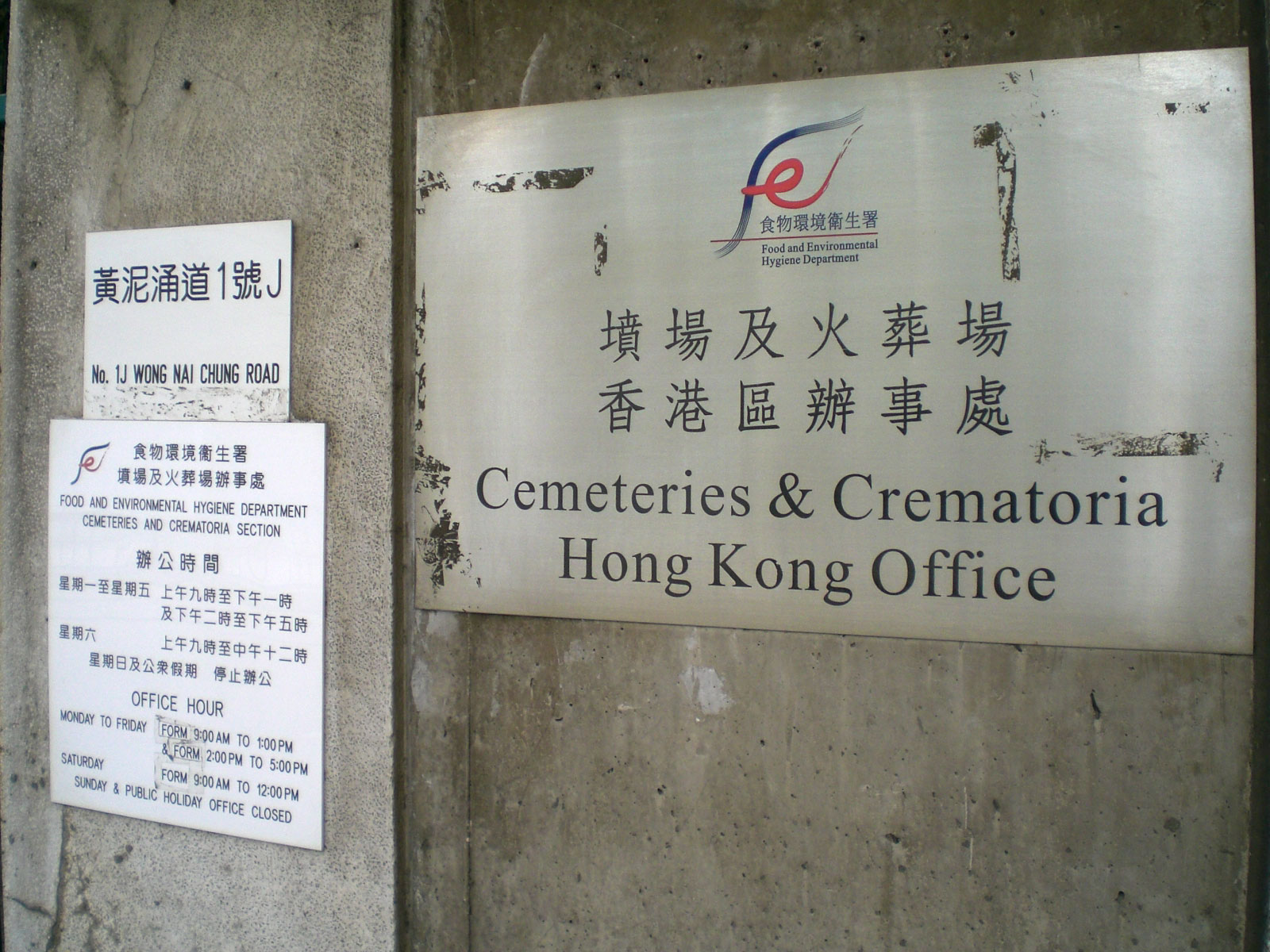
管理設施

食物環境衞生署和康樂及文化事務署的前身是由市政局及區域市政局管理的市政總署及區域市政總署。1999年12月2日立法會通過，由時任行政長官董建華提出《提供巿政服務（重組）條例草案》，廢除兩個民選香港市政局、區域市政局，當時香港市政局和區域市政局有自主財政實權及土地使用權，屬下的市政總署及區域市政總署亦一起解散及重組為食物環境衞生署和康樂及文化事務署。

### 隸屬
- 2000年1月1日至2002年6月30日：環境食物局
- 2002年7月1日至2007年6月30日：衞生福利及食物局
- 2007年7月1日至2022年6月30日：食物及衞生局
- 2022年7月1日至今：環境及生態局

## 職能

### 環境衞生
食物環境衞生署通過轄下19個分區辦事處就環境衞生事宜採取執法行動及巡視轄下領有牌照處所，3個總區的牌照辦事處提供申請下列牌照類別：
- 食肆及工廠食堂牌照（普通食肆、小食食肆、水上食肆及工廠食堂）
- 非食肆及工廠食堂持牌食物業處所牌照（食物製造廠、新鮮糧食店、烘製麵包餅食店、凍房、冰凍甜點製造廠、奶品廠、燒味及鹵味店、綜合食物店、非食物業處所牌照、商業浴室、殯儀館、厭惡性行業、公眾娛樂場所牌照（戲院/劇院）、公眾娛樂場所牌照（戲院/劇院除外）、屠房、泳池、殮葬商、卡拉OK場所及酒牌。

#### 特遣隊
特遣隊於2000年10月成立，由衛生督察及小販管理隊人員所組成，主要負責打擊非法屠宰活動及無牌食物工廠。
於2013年以荃灣區為試點由衛生督察職系人員組成的特遣隊，成員多為經驗豐富的執法人員，主要負責重點打擊食物業處所違規擴展或阻街經營，採取嚴厲拘控及檢取生財工具的行動，以加強打擊持續違例擴展營業範圍的食物業處所。2014年，特遣隊擴充編制為三隊，以加強打擊全香港各區的違規黑點，成效有目共睹。

##### 制服
特遣隊均穿著黑色背心外套，正面左胸印有「食物環境衞生署」、右胸印有「FEHD」並設有展示證件用的袋口，背部印有「食物環境衞生署 FEHD 特遣隊」黃色字樣。

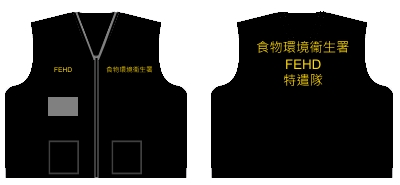
食物環境衞生署特遣隊
右胸灰色位置為展示證件用的袋口

另外配備便帽，正面亦印有「FEHD 食物環境衞生署」黃色字樣。

### 潔淨服務
食物環境衞生署有約3,600名潔淨組員工，為香港提供潔淨服務，包括清掃街道、收集垃圾、清理溝渠、清理糞便、清理海報及管理公共廁所等等。
現時食物環境衞生署外判承辦商有一輛經特別設計的清糞車繼續為港島及九龍區若干欠缺污水系統的舊式樓宇提供清糞服務。此外，現時本署及潔淨服務承辦商分別使用5及3輛吸渠糞車以清理化糞池或旱廁。如果市民提出要求清理化糞池並且繳付費用，署方亦會為其提供服務。
食物環境衞生署現時共有161個永久離街垃圾收集站、11個臨時垃圾收集站、868個鄉村式／臨時構築垃圾收集站以及約1,900個放置垃圾桶的地點。食物環境衞生署亦負責管理全港共有801間公廁。除此之外，另有43間旱廁設在新界及離島區。設在公園、沙灘及其他康樂場地內的廁所則由康樂及文化事務署負責管理。
食物環境衞生署亦負責管理全港約26個公共浴室，公共浴室每天的開放時間一般由上午7至9時，及由下午4時30分至晚上8時30分。每年11月份任何首天上午7時錄得攝氏20度或以下，便開始供應熱水給市民沐浴，直至翌年5月份任何連續3天上午7時錄得攝氏25度或以上，便會停止熱水供應。
- 潔淨組特遣隊

部分分區辦事處潔淨組更設立由管工職系人員組成的潔淨組特遣隊，於環境衛生問題嚴重的街道執行票控「垃圾蟲」，包括隨地丟垃圾及隨地吐痰。
根據香港衞生署的意見，環境中的臭味除會令人感到煩燥不安外，亦可能會導致頭痛、噁心，甚至呼吸不暢順等。因此，香港食環署（本頁的說明對象）一直有關注垃圾收集站的運作，以確保環境衞生，並且不會散發臭味。

### 公眾街市
食物環境衞生署轄下有97個公眾街市及熟食市場/中心，合共提供約14,000個出租攤檔，售賣多類貨品，由新鮮糧食、熟食、衣物以至家庭用品，式式俱備。個別公眾街市亦有提供服務行業攤檔。食物環境衞生署負責妥善管理這些街市，致力保持街市整潔。

### 防治蟲鼠
食物環境衞生署通過轄下19個分區辦事處，在全香港公眾地方採取防治蟲鼠行動。行動中主要的一環是在行人路、花圃、後巷、山坡及露天範圍等地方進行例行的防治蟲鼠工作，主要防治蚊、老鼠、烏蠅、蟑螂、跳蚤以及蠓等等。例行的防治蟲鼠工作亦在溪澗、水道和其他水體進行，以防止及控制病媒，例如瘧疾。
各分區辦事處的防治蟲鼠人員分成小隊，進行例行的防治蟲鼠工作。防治蟲鼠小隊分為內部人員小隊（由管工職系和各級工人組成）和合約人員小隊（由承辦商人員組成）。每小隊負責特定的地區範圍。截至2014年6月月，19個分區辦事處共95支內部人員小隊和274支合約人員小隊。平均而言，每個分區辦事處有5支內部人員小隊和14支合約人員小隊。每小隊約有6名隊員。
- 誘蚊產卵器指數

食物環境衞生署透過放置了2371個誘蚊產卵器，以探測登革熱病媒幼蟲的滋生率，從而編製誘蚊產卵器指數，監察蚊蟲出沒。

### 安全管制
食物安全中心為食物環境衞生署轄下負責監察食物安全的機構，通過政府、食物業界和消費者三方面合作，確保香港出售的食物安全和適宜食用。
- 食物進出口組負責監察進口食物、管制食用動物、阻擋未經檢疫或不宜供人類食用食品、蔬果或牲口進口流出市面，從而保障市民的食用安全和健康。

由漁農自然護理署借調的檢疫偵緝犬小組負責在各陸路邊境管制站打擊走私生肉活動，堵截非法攜帶生肉或野味入境的旅客，以及非法運載生肉入境的貨車。

### 公眾教育
食物環境衞生署衛生教育展覽及資料中心位於九龍尖沙咀九龍公園，於1997年5月17日正式啟用，設有展覽廳、戶外衛生教育花園、參考圖書館和演講室等設施，推廣環境衛生。
另外，傳達資源小組隸屬於食物環境衞生署食物安全中心的風險傳達組，由衛生督察透過各種途徑傳達衛生信息，提高香港的食物安全水平。

### 墳場及火葬場服務
食物衛境衛生署為市民提供火葬、殮葬遺體和骨殖服務，該署轄下有6個政府火葬場，分別位於香港島歌連臣角、九龍鑽石山，以及新界富山、葵涌、和合石和長洲。食物衛境衛生署轄下有10個公眾骨灰安置所，分別位於香港島黃泥涌道、歌連臣角、九龍鑽石山、以及新界沙田富山、葵涌、和合石、曾咀、長洲、南丫島和坪洲。公眾骨灰安置所內共設有十二個紀念花園。該署亦負責管理十個公眾墳場包括香港墳場、掃桿埔咖啡園墳場、新九龍8號墳場（鑽石山金塔墳場）、赤柱監獄墳場、和合石墳場、長洲墳場、大澳墳場、禮智園墳場及兩個位於沙嶺的墳場。

### 跨部門合作
食物環境衞生署聯同康樂及文化事務署、房屋署、漁農自然護理署、路政署、環境保護署、海事處及香港警務處7個部門，由2023年10月22日起，向違反公眾地方潔淨罪行之人士判處定額罰款HK$3,000（2002年5月27日至2003年6月25日及2003年6月26日至2023年10月21日期間分別為HK$600及$1,500）。
食物環境衞生署聯同民政事務總處及香港警務處2個部門，由2023年10月22日起，向違反店舖阻街罪行之人士判處定額罰款HK$6,000（2016年9月24日至2023年10月21日期間為HK$1,500）。
食物環境衞生署與屋宇署於2004年12月以試驗形式成立一個聯合辦事處，於2006年於各區成立聯合辦事處的分區辦事處，提供一站式處理樓宇滲水問題。
衛生署在2009年下半年聯同食物環境衞生署、康樂及文化事務署、香港警務處、房屋署4個部門，由2009年9月1日起，推行違例吸煙（定額罰款）的執法工作，罰款金額為HK$1,500。
漁農自然護理署聯同食物環境衞生署、康樂及文化事務署、香港警務處、房屋署4個部門，由2024年8月1日起，向違反《野生動物保護條例》之餵飼野豬、野猴、野鴿等野生動物罪行之人士判處定額罰款HK$5,000。

## 爭議事件

### 教唆75歲婆婆犯罪
2017年6月11日，一位75歲婆婆在中環拾得幾個紙皮箱，在郵局附近摺紙皮時，有菲傭向她索取，她同意把紙皮給對方，對方給了她1元。當她收下1元，6名食環署職員隨即現身，控告她阻礙公眾地方及無牌販賣。付30元擔保費餘4元乘車。
事發當時婆婆被食環署職員包圍，被沒收紙皮與手推車，並先後被帶到食環署辦事處及警局。她說，警員向她收取30元擔保費，身上只有34元的她付擔保費後，僅餘4元乘車回家。有前線警員表示，若食環署檢控對方阻街，即有可能採取拘捕行動，帶到警署辦手續及法庭文件，但負責案件的主管可視乎被捕人身上的現金選擇收取擔保金，若對方承諾會出庭，而逃走風險不大下，會允許自簽擔保。

### 拾荒者放低垃圾兩秒遭票控
2018年7月23日早上，一名拾荒婦於北角拾荒期間在一處放下垃圾袋兩秒，被便衣食環署人員票控亂拋垃圾，需罰款1,500元。事主否認棄置垃圾，拒交出身份證，食環署人員即時召軍裝警到場處理。拾荒婦對事件感到憤怒。協助拾荒者組織「拾平台」認為事件是「恰阿婆」。

### 清潔工當值期間飲水被職員恐嚇扣工資及罰錢
2018年8月6日早上，觀塘有逾百名清潔工罷工，抗議食環署待遇刻薄，包括當值期間飲水被職員斥責，恐嚇扣工資及罰錢作為懲罰。外判商與食環署代表開會後，署方指願意放寬要求，罷工行動最後於約下午1時結束。

### 招聘面試舞弊
2019年12月，《東方日報》報導食環署在招聘時以「未能預計的技術問題」及「可能影響選拔過程的公平性」為理由取消逾二千名應徵者的面試結果。《東方日報》指有面試官向親友提供優待，懷疑事件涉及舞弊。

## 人手編制
食物環境衞生署2015年度設有11,168個非首長級公務員職位，是職員人數最多的政府部門之一，主要由衛生督察職系、小販管理主任職系及管工職系組成。

### 公務員職系

#### 衞生督察職系
食物環境衞生署主要由衞生督察職系主導，負責執行法例、管理外判合約及督導初級員工，衞生督察職系可晉升至高級環境衞生總監，乃至最高可晉升至助理署長的首長級薪級第2點職位。除非得到助理署長或以上的首長級人員批准和總部職員外，高級衛生督察或以下職級均需穿着制服執行職務。衛生督察職系穿著白色襯衫，黑色長褲或黑色長裙，肩章繡有金色「食物環境衞生署」及「FEHD」字樣及軍帽。
| 職級                                                               | 肩章                             | 薪級                    | 備註                                              |
| ------------------------------------------------------------------ | -------------------------------- | ----------------------- | ------------------------------------------------- |
| 見習衛生督察 （Student Health Inspector）                          | 1條粗金色條紋                    | 見習職級薪級表 第5至7點 | 曾經有過的職級 由於提高入職學歷要求，此職級取消。 |
| 二級衛生督察 （Health Inspector II）                               | 2條粗金色條紋                    | 總薪級表 第14至24點     | 現時入職職級                                      |
| 一級衛生督察 （Health Inspector I）                                | 2條粗金色條紋                    | 總薪級表 第25至29點     |                                                   |
| 高級衛生督察 （Senior Health Inspector）                           | 2條粗金色條紋加中間1條幼金色條紋 | 總薪級表 第30至33點     | 軍帽有黑色織花梱邊、黑絨面帽舌及黑色織邊          |
| 衛生總督察 （Chief Health Inspector）                              | 沒有肩章 便服                    | 總薪級表 第34至39點     |                                                   |
| 環境衛生總監 （Superintendent of Environmental Health）            | 沒有肩章 便服                    | 總薪級表 第40至44點     |                                                   |
| 高級環境衛生總監 （Senior Superintendent of Environmental Health） | 沒有肩章 便服                    | 總薪級表 第45至49點     |                                                   |

#### 管工職系
管工職系主要工作為督導各級工人，巡視合約員工。管工職系工作包括潔淨組、防治蟲鼠組、街市組、合約管理和墳場及火葬場等。除非得到助理署長或以上的首長級人員批准外，管工職系均需穿着制服執行職務。2012年前，管工及高級管工職級穿著藍色襯衫，巡察員及高級巡察員職級穿著白色襯衫。沒有肩章，但肩帶上扣金屬章，金屬章上刻有職級。2012年起管工及高級管工亦會統一穿著白色襯衫，取代以往的藍色襯衫；並一併更換新款肩章，繡有淺藍色「食物環境衞生署」及「FEHD」字樣。
| 職級                          | 舊職級章                 | 新肩章                      |
| ----------------------------- | ------------------------ | --------------------------- |
| 管工（Foreman）               | 管工字樣銀色金屬章       | 淺藍色繡章                  |
| 高級管工（Senior Foreman）    | 高級管工字樣紅色金屬章   | 淺藍色繡章加1條淺藍色色條紋 |
| 巡察員（Overseer）            | 巡察員字樣銀色金屬章     | 淺藍色繡章加2條淺藍色色條紋 |
| 高級巡察員（Senior Overseer） | 高級巡察員字樣紅色金屬章 | 淺藍色繡章加3條淺藍色色條紋 |

#### 防治蟲鼠助理員職系
為食物環境衞生署獨有的職系，入職職級為見習防治蟲鼠助理員（Student Pest Control Assistant），試用期內完成進修及考核可晉升為二級防治蟲鼠助理員（Pest Control Assistant II）。

#### 防治蟲鼠主任職系
為食物環境衞生署獨有的職系，入職職級為助理防治蟲鼠主任（Assistant Pest Control Officer），日後可晉升防治蟲鼠主任（Pest Control Officer）。

### 非公務員合約顧員職系

#### 環境滋擾調查員職系
環境滋擾調查員（Environmental Nuisance Investigator）
2000年後曾經設有環境滋擾調查員（環境衛生）及環境滋擾調查員（防治蟲鼠）職位以應付凍結公務員招聘時期人手不足問題，於2009年逐漸由公務員職位的衛生督察（環境衛生）及管工（防治蟲鼠）取代。最高峰時聘任人數達263人。
自聯合辦事處成立後，開始設立環境滋擾調查員（聯合辦事處）職位，所有環境滋擾調查員逐漸調職至聯合辦事處。2011年4月因為當時全數環境滋擾調查員的1/3人手集體不續約離職，食物環境衞生署開設衛生督察（聯合辦事處）職位取代部分環境滋擾調查員空缺，並於2011年6月開設高級衛生督察（聯合辦事處）職位管理聯合辦事處內的環境滋擾調查員和衛生督察。2014年聘任人數為106人。
原先署方考慮由管工職系公務員取代環境滋擾調查員，但由於管工職系學歷入職要求為中學會考/中學會考文憑5科合格，環境滋擾調查員入職要求為環境衛生、建築學、屋宇裝備工程學或工程學高級文憑，需要相關專業知識遠較管工多及深入。同時，早年於市政總署時期入職或晉升的管工職系員工於學歷和語文能力方面遠比現時入職要求低，無法處理樓宇結構相關的環境衛生問題，再加上當時受到各管工職系工會反對，最後決定由衛生督察替代部分環境滋擾調查員空缺。

##### 制服
早期環境滋擾調查員穿著白色襯衫，但因為公眾容易與衛生督察混淆，其後改為穿著湖水綠色襯衫。制服沒有肩章或帽等等，主要以政府委任證識別身份。

## 車輛

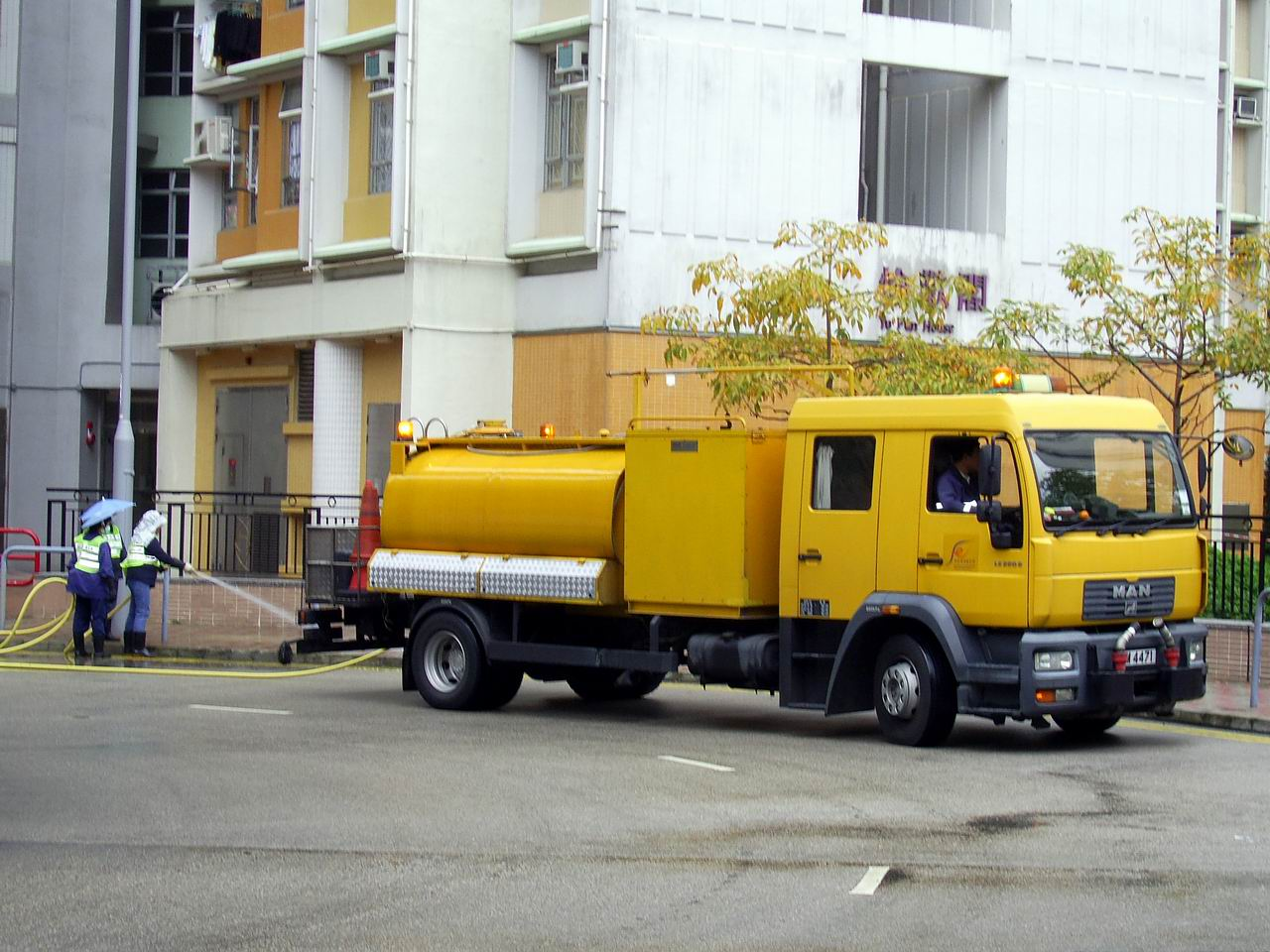
食物環境衞生署員工清洗街道
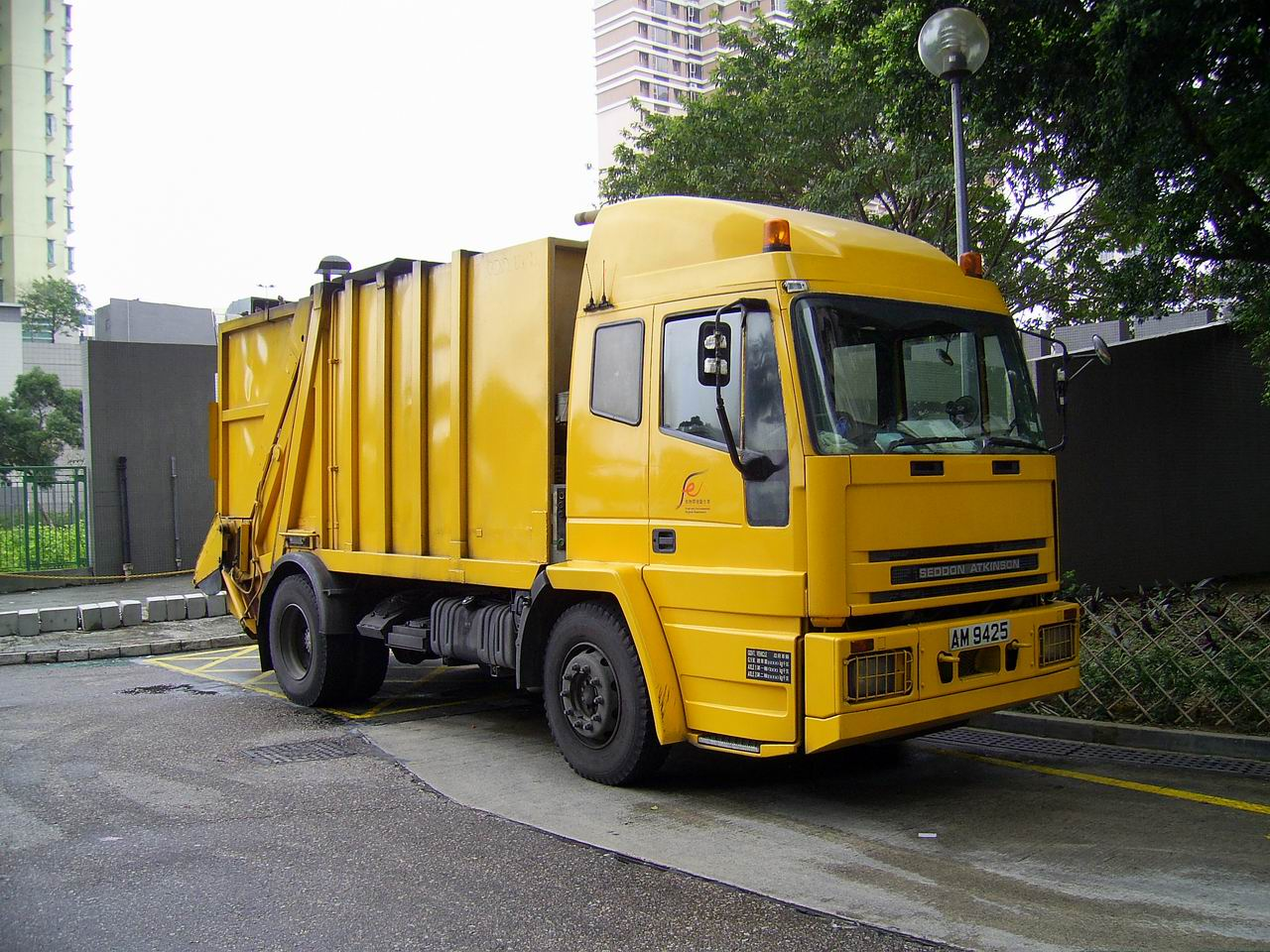
食物環境衞生署收集垃圾車
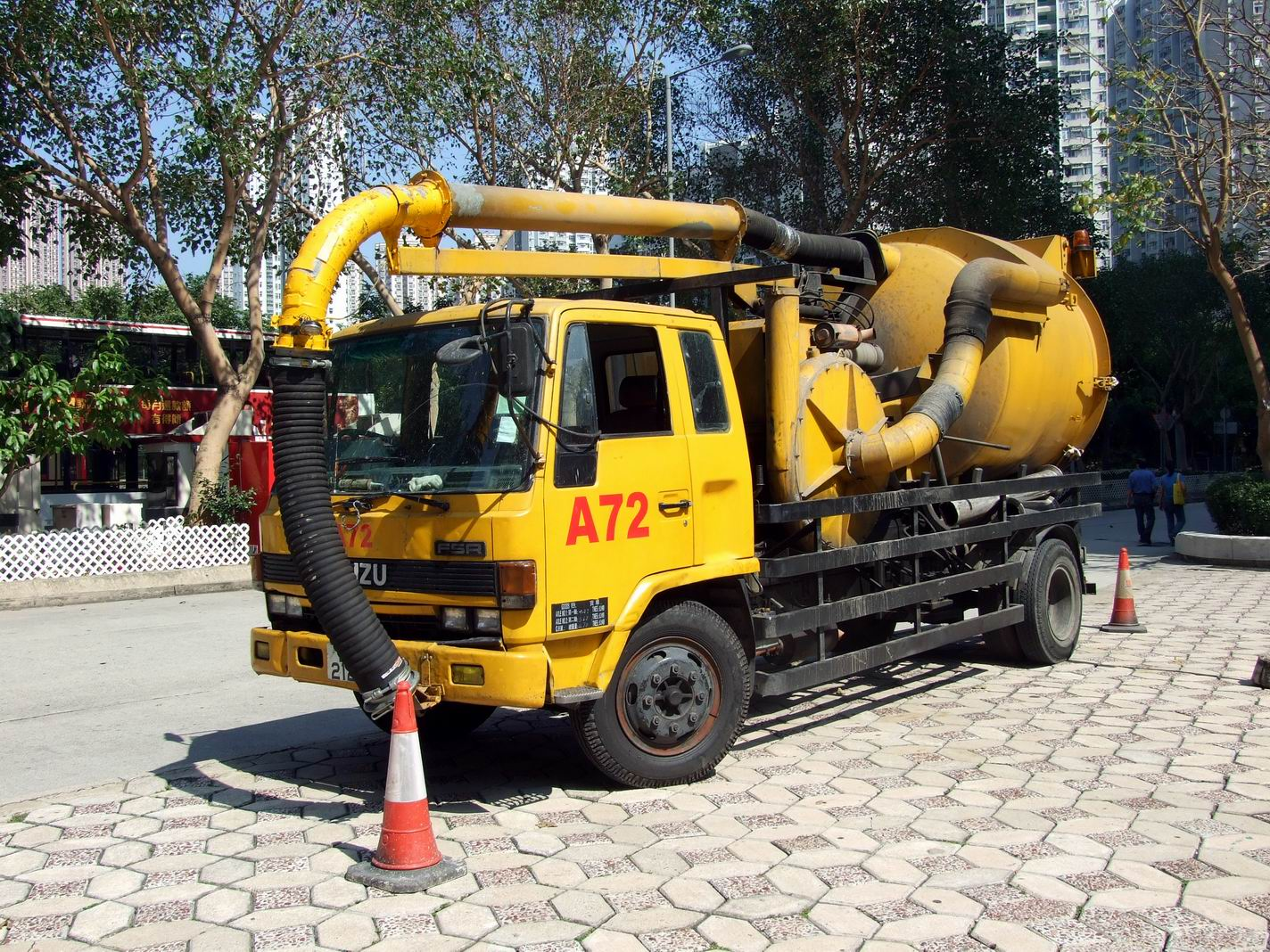
食物環境衞生署外判吸渠車
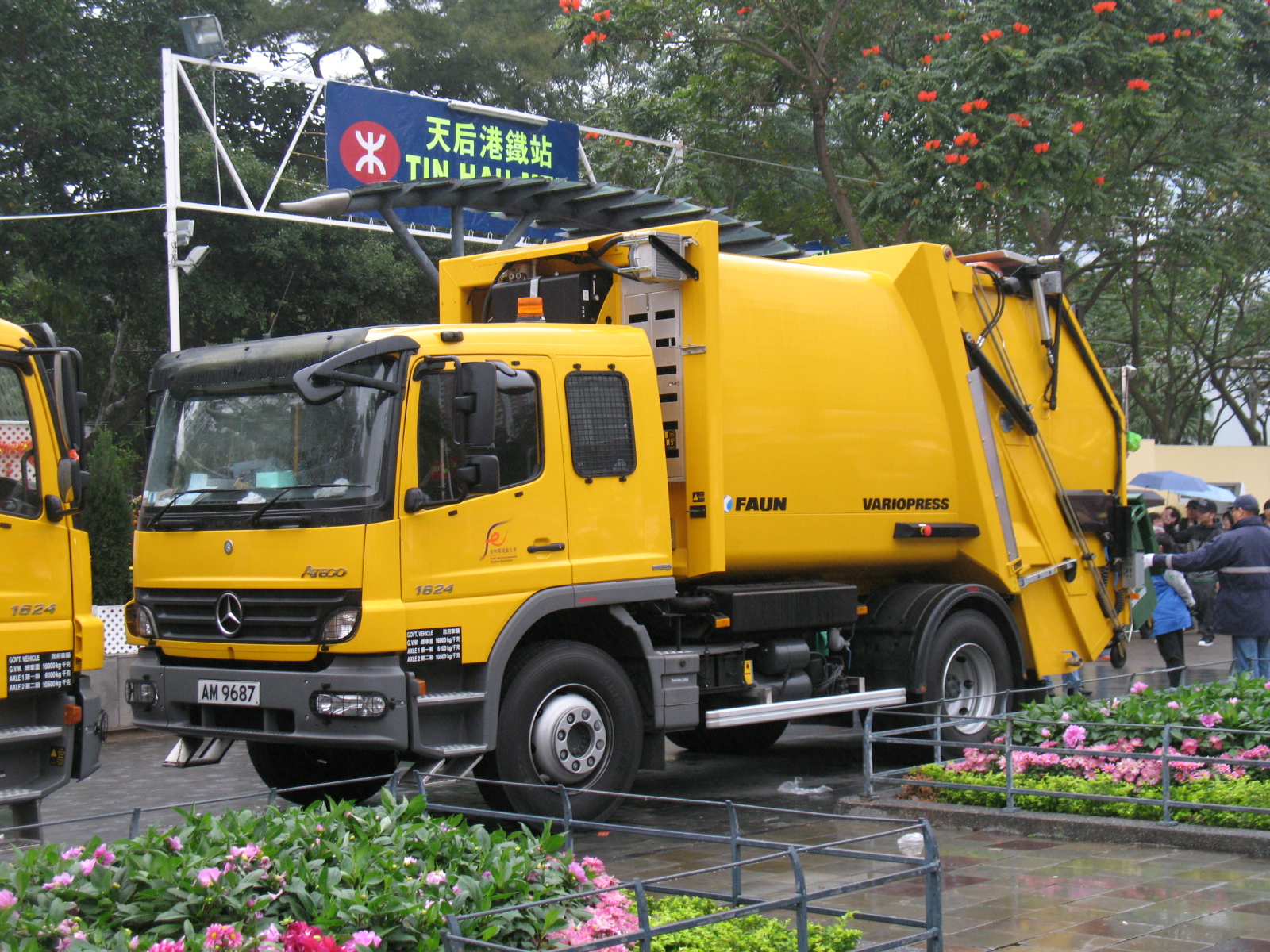
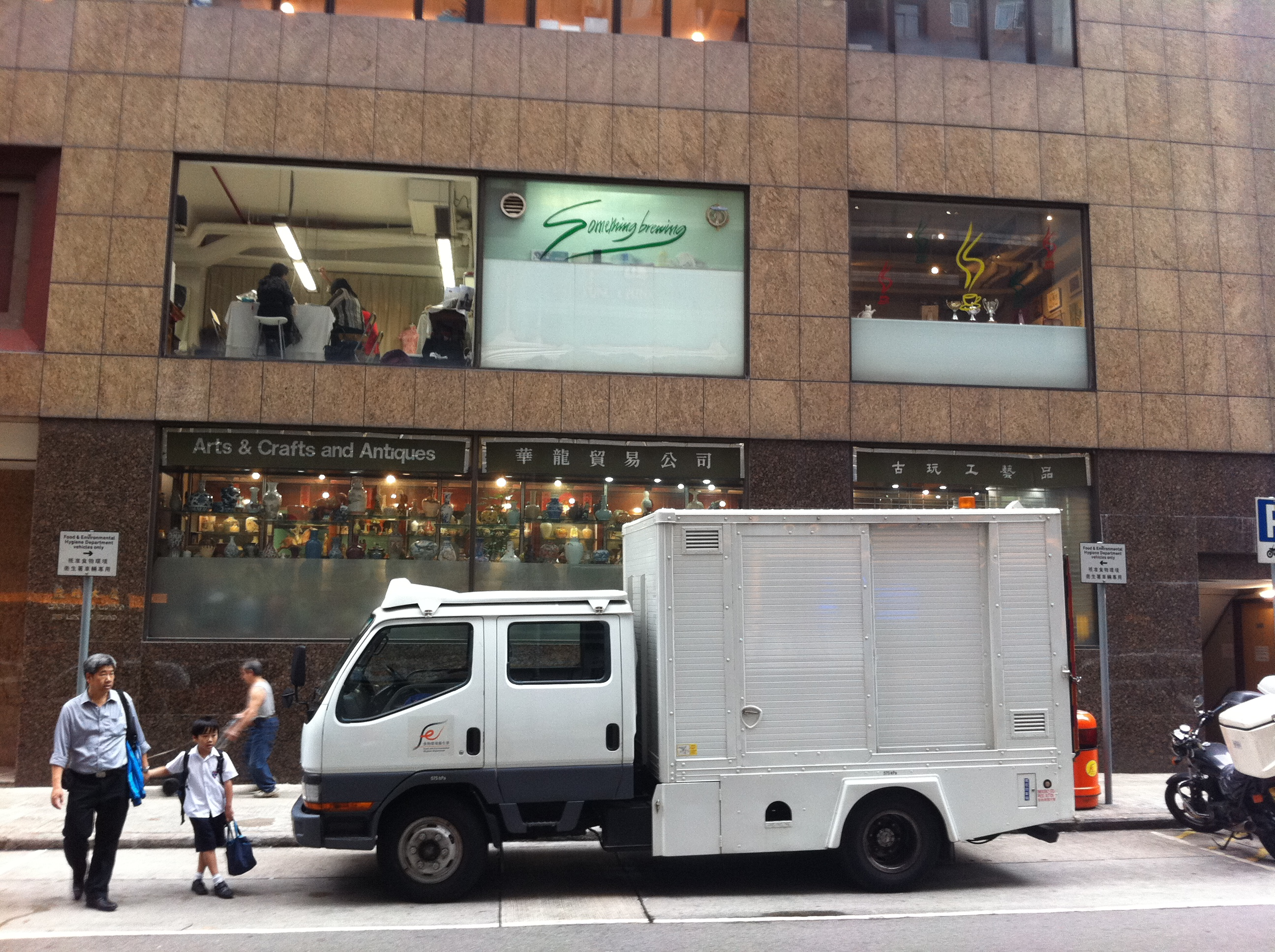
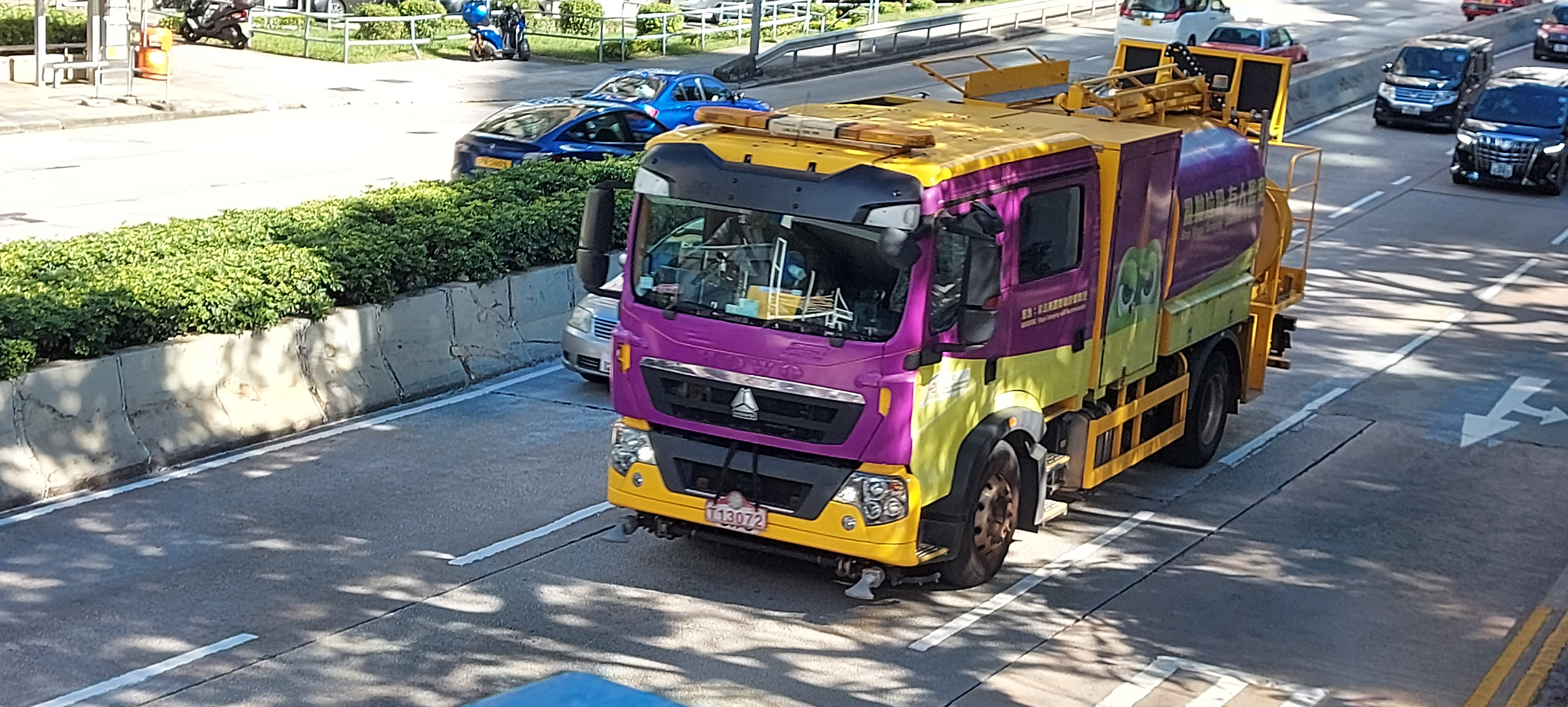
新款洗街車
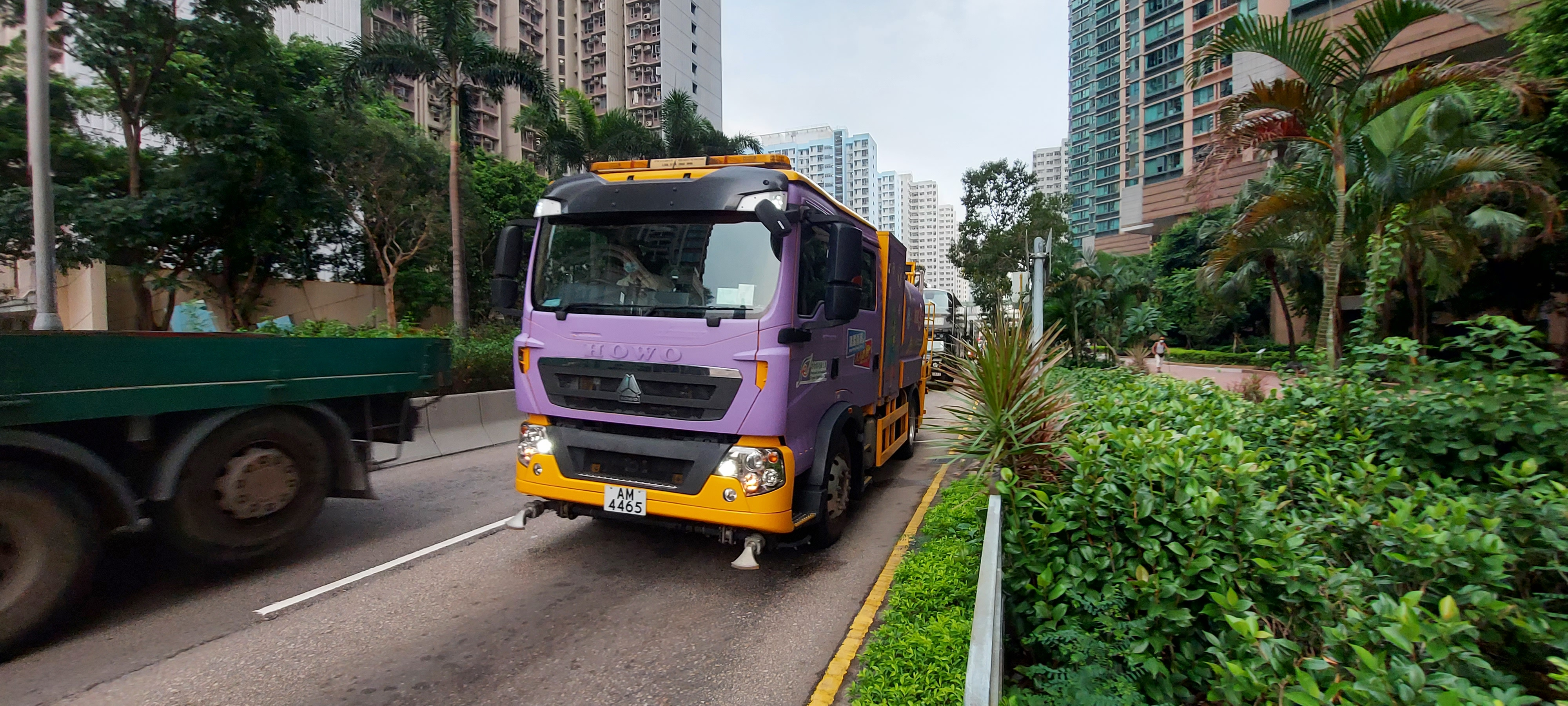
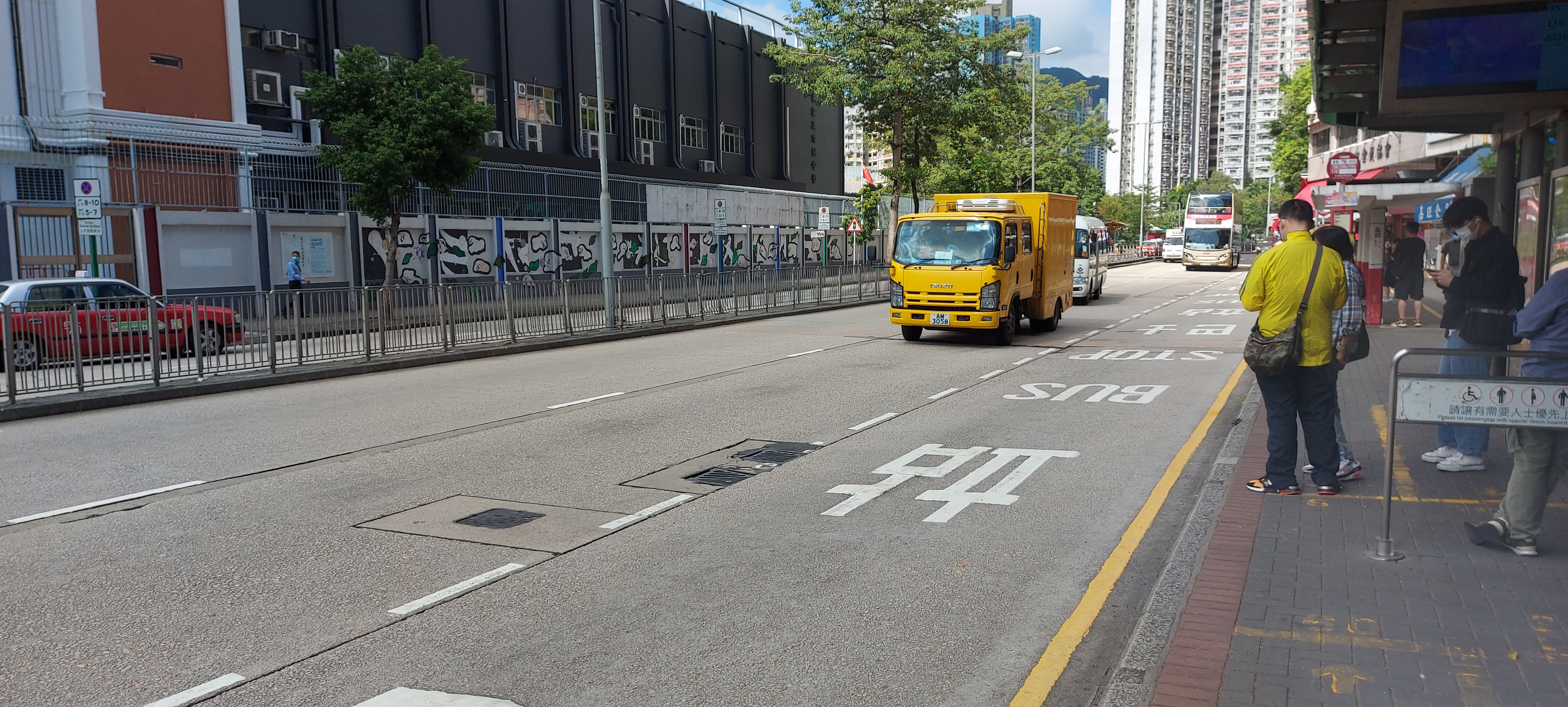
黑箱車
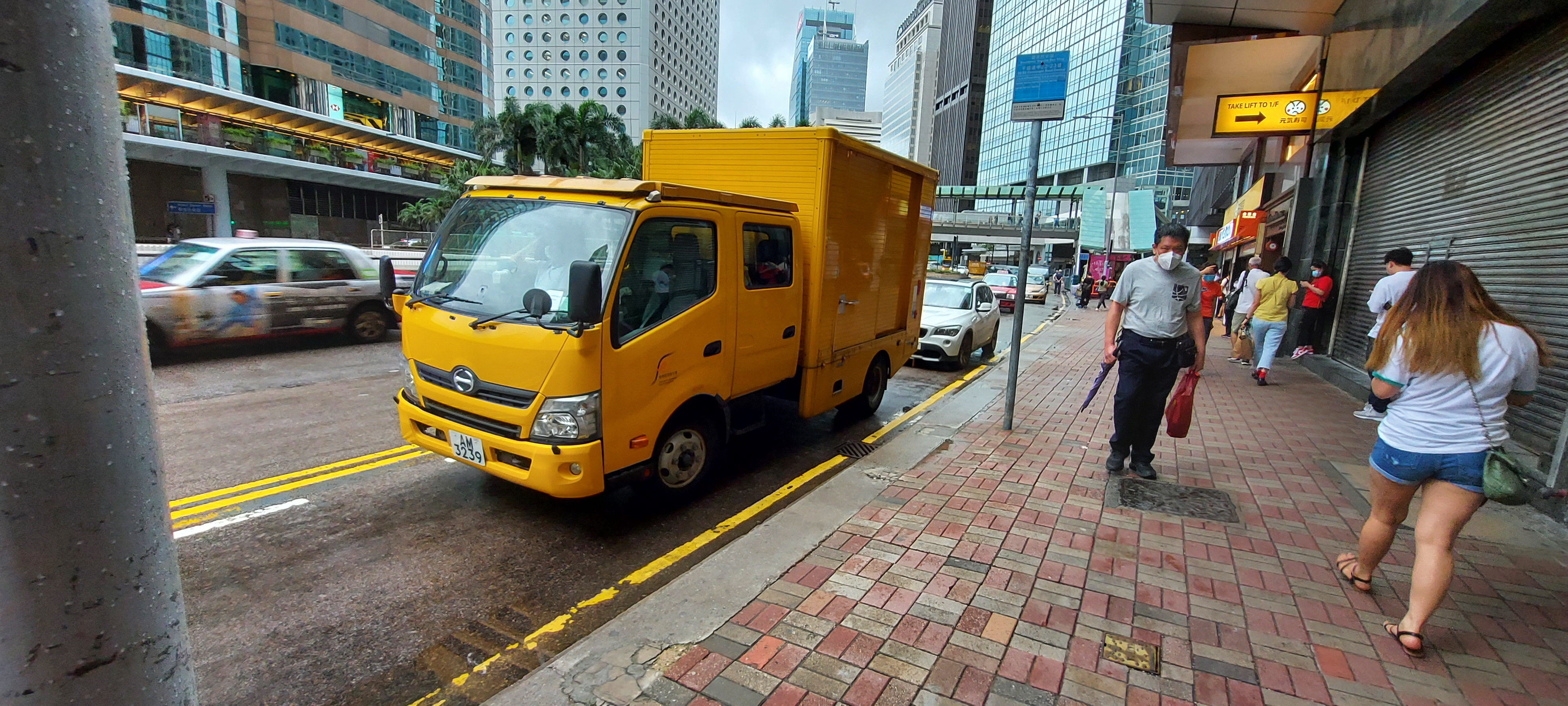
一般用途貨車

## 歷任署長
- 劉吳惠蘭（2000年1月1日—2002年6月30日）
- 梁永立（2002年8月16日—2006年7月23日）
- 陳育德（2006年7月24日—2007年11月29日）
- 卓永興（2007年12月3日—2010年11月5日）
- 梁卓文（2010年11月6日—2014年3月12日）
- 劉利群（2014年3月13日—2021年2月22日）
- 楊碧筠（2021年4月14日— 2024年11月10日）
- 吳文傑（2024年11月18日— ）

## 相關組織
- 食物安全中心：在2006年成立，是政府監察食物安全的機構。
- 酒牌局：有關酒牌的申請是經由食物環境衞生署3個總區的牌照辦事處代為處理。

## 外部連結
- 香港特別行政區政府 食物環境衞生署 （页面存档备份，存于）
- 食物環境衞生署組織表 （页面存档备份，存于）
- 政府高層調動之通告 2006-07-10 （页面存档备份，存于）
- 梁卓文接任食環署署長 （页面存档备份，存于）
- 衞生督察薪酬表 （页面存档备份，存于）
- 小販管理主任薪酬表 （页面存档备份，存于）
- 管工薪酬表 （页面存档备份，存于）